# Fatima Gallaire
Fatima Gallaire, nhũ danh Bourega, (sinh năm 1944) là một nhà viết kịch người Pháp-Algérie và là tác giả của truyện ngắn, người viết bằng tiếng Pháp. Sinh ra ở Algérie, bà có bằng văn học Pháp tại Đại học Algiers và một bằng điện ảnh từ Đại học Paris 8. Bà đã viết hơn hai mươi vở kịch, nhiều trong số đó đã được dịch và biểu diễn bằng các ngôn ngữ bao gồm tiếng Anh, tiếng Ý, tiếng Đức, tiếng Tây Ban Nha và tiếng Uzbek. Chúng bao gồm vở Công chúa, được dịch là Bạn đã trở lại và Les Co-épouse, được dịch là Nhà của các bà vợ. Bà đã nhận được giải thưởng Arletty cho phim truyền hình năm 1990 và giải thưởng AMIC Académie française năm 1994.

## Tiểu sử
Gallaire được sinh ra là Fatima Bourega vào ngày 7 tháng 8 năm 1944 tại El Harrouch ở phía đông bắc Algérie. Sau khi học văn học Pháp tại Đại học Algiers (1963-67), bà chuyển đến Paris, nơi bà học điện ảnh cho đến năm 1970.
Sau ba năm làm việc tại Algiers Cinëmathèque, bà trở lại Paris năm 1975, nơi bà lấy được bằng Nghiên cứu Điện ảnh tại Đại học Paris 8, Vincennes, năm 1980. Năm sau, bà kết hôn với một người Pháp, lấy tên của gia đình anh cho các ấn phẩm của bà. Bà sinh ra một cặp song sinh, một trai và một gái, vào năm 1981. Năm 1985, bà bắt đầu viết cho nhà hát, Ah vous êtes venus... (sau này được đổi tên thành Công chúa) được trình bày tại Théâtre Essaion ở Paris vào tháng 2 năm 1986. Năm 1991, bà viết cuốn tiểu thuyết đầu tiên Le Mendigot.

## Tác phẩm dịch sang tiếng Anh
- Bạn đã trở lại (Công chúa), trong "Plays by Women: a International Anthology", ed. Francoir Kourilsky et Catherine Temerson, Nhà xuất bản Nhà hát Kịch Ubu, 1988.
- Lời khai của Madame Bertin (Témoignage contre un homme stérile), trong "Độc thoại: vở kịch từ Martinique, Pháp, Algeria, Quebec ", Nhà hát Kịch Ubu, New York, 1995.
- House of Wives (Les Co-épouse), trong "Four Plays from North Africa", ed. Marvin Carlson, Martin E. Segal Nhà xuất bản Trung tâm, New York, 2008.

## Giải thưởng
Năm 1990, bà được trao giải Arletty cho những đóng góp của mình cho phim truyền hình. Bà cũng đã nhận được giải thưởng AMIC từ Académie française vào năm 1994.